# Jakuarte martinalis
Jakuarte martinalis är en fjärilsart som beskrevs av Pierre E.L. Viette 1953. Jakuarte martinalis ingår i släktet Jakuarte och familjen mott. Inga underarter finns listade i Catalogue of Life.